# Виргилијус Алекна
Виргилијус Алекна (литв. Virgilijus Alekna, Terpeikiai, 13. фебруара 1972) је литвански атлетски репрезентативац у бацању диска.
На почетку каријере Алекна се поред бацање диска бавио и бацањем кугле али се после неколико година посветио искључиво бацању диска.
Двоструки је олимпијски победник и светски првак. Највећи успеси у каријери су му освајање по две златне медаље на светским првенствима и Олимпијским играма. Његов лични рекорд износи 73,88 м што је за 20 cm мање од светског рекорда.
На Олимпијским играма у Атини 2004. је освојио сребрну медаљу, међутим након што је победник Роберт Фазекаш, из Мађарске, био позитиван на допинг тесту додељена му је златна медаља, а његов резултат 69,30 м је актуелни Олимпијски рекорд. 

## Лични рекорди
Лични рекорди:
- Бацање диска: 73,88, Каунас 3. август 2000.
- Бацање кугле на отвореном: 19,90 Potchefstroom 7. фебруар 1997.
- Бацање кугле у дворани: 18,90 Париз 7. март 1997.

## Значајнији резултати
| Резултати на великим такмичењима | Резултати на великим такмичењима | Резултати на великим такмичењима | Резултати на великим такмичењима |
| Година                           | Такмичење                        | Место                            | Резултат                         |
| -------------------------------- | -------------------------------- | -------------------------------- | -------------------------------- |
| 1994.                            | Европска првенства               | 17                               | 56,38                            |
| 1995.                            | Светско првенство                | 19                               | 59,20                            |
| 1996.                            | Олимпијске игре                  | 5                                | 65,30                            |
| 1997.                            | Светско првенство                | 2                                | 66,70                            |
| 1998.                            | Европска првенства               | 3                                | 66,46                            |
| 1999.                            | Светско првенство                | 4                                | 67,53                            |
| 2000.                            | Олимпијске игре                  | 1                                | 69,30                            |
| 2001.                            | Светско првенство                | 2                                | 69,40                            |
| 2002.                            | Европска првенства               | 2                                | 66,62                            |
| 2003.                            | Светско првенство                | 1                                | 69,69                            |
| 2003.                            | Светско атлетско финале          | 1                                | 68,30                            |
| 2004.                            | Олимпијске игре                  | 1                                | 69,89                            |
| 2004.                            | Светско атлетско финале          | 4                                | 63,64                            |
| 2005.                            | Светско првенство                | 1                                | 70,17                            |
| 2005.                            | Светско атлетско финале          | 1                                | 67,64                            |
| 2006.                            | Европска првенства               | 1                                | 68,67                            |
| 2006.                            | Светско атлетско финале          | 1                                | 68,63                            |
| 2007.                            | Светско првенство                | 4                                | 65,24                            |
| 2008.                            | Олимпијске игре                  | 3                                | 67,79                            |
| 2008.                            | Светско атлетско финале          | 8                                | 61,03                            |
| 2009.                            | Светско првенство                | 4                                | 66,36                            |
| 2009.                            | Светско атлетско финале          | 1                                | 67,63                            |
| 2010.                            | Европско првенство               | 5                                | 64,64                            |
| 2011.                            | Светско првенство                | 6                                | 64,09                            |
| 2012.                            | Олимпијске игре                  | 3                                | 67,79                            |
| 2013.                            | Светско првенство                | 16                               | 61,91                            |